# Strong female character
Un strong female character, ou littéralement personnage féminin fort, est un archétype de fiction qui renvoie à des femmes au caractère fort, indépendantes, courageuses ou résilientes. Parfois simplifié pour ne devenir qu'une femme forte en combat afin de rentrer dans le stéréotype, le personnage féminin fort est la plupart du temps une héroïne de caractère capable de se défendre et dont les capacités ne se résument pas à la force physique : c'est classiquement l'opposé de la damsel in distress, la demoiselle en détresse des contes de fée et des dessins animés des débuts de Disney.
L'émergence du personnage féminin fort au cinéma s'est fait dans les années 1980, notamment avec le personnage de Ellen Ripley, joué par Sigourney Weaver dans Alien.

## Déesses antiques, la première image de laStrong female character.
Si les procédés d’écriture au sujet de la strong female character et ses atouts semblent évoluer au fil du temps, il serait néanmoins légitime de se demander à partir de quand ce personnage tantôt engagé, tantôt aux facultés extraordinaires ou à l’intelligence inouïe constitue un véritable phénomène littéraire. 
Effectivement, si l’occident du XXIe siècle se projette comme image de la strong female character celle de Wonder Woman, il n’en reste pas moins que depuis l’antiquité et l’apparition inédite des systèmes d’écriture, la femme incarne une problématique prépondérante au sein des cercles littéraires et intellectuels.
Ainsi, déjà la mythologie grecque conférait à des individus s’apparentant au genre féminin, des traits et des pouvoirs divins. Hebe, très peu connue du grand public, servait un nectar aux dieux, source de leur immortalité. S’il s’agit là d’un pouvoir suprême, peut-être le plus important dans cet équilibre que forme la mythologie entre dieux, humains et animaux, son humilité en demeure intacte puisqu’elle continue de s’impliquer pour les tâches quotidiennes, notamment celles d’Héra, et fini par épouser simplement et par amour Héraclès. Leto, mère Apollon, symbolise le combat d’une maternité mise en péril par la jalousie d’Héra, errant avec ses enfants d’un bout à l’autre de la Grèce. Sa fragilité et sa modestie deviennent de prestigieuses qualités remarquées par son amant Zeus, puis sont devenus de véritables légendes, inscrites dans l’histoire de la mythologie. Mais la force et le courage féminin se devinent aisément en analysant le personnage de Rhéa, déesse parmi les autres, femme de Cronos, mère de Poséidon, Hadès et Zeus, qui sacrifia son époux infanticide afin de sauver ses enfants engloutis par celui-ci. Quant à Demeter, pourtant si impétueuse face à sa naissance troublée par Kronos et face aux poids des traditions divines qu’elle ne respecte pas en vivant auprès des Hommes, elle se laisse pourtant emporter par un chagrin, allégorie de l’hiver lorsque Hadès lui enlève six mois par an, sa fille Perséphone. Enfin, Héra, déesse du mariage et des enfants possède cette double carrure de femme juste, fidèle à ses valeurs et ses principes mais déraisonnable lorsqu’il s’agit de trahisons de la part de Zeus, allant jusqu’à commettre sur ses maîtresses et les enfants nés de ces liaisons, les crimes les plus abominables. Elle représente à la fois force, témérité et cruauté mais aussi celle qui nécessite attention et amour.
Alors, nous pouvons identifier les visages de la strong female character dans leurs diversités et qui représentaient déjà un défi majeur dans l’illustration de la mythologie grecque au point qu’elles sont perpétuellement étudiées, réinterprétées et réinventées aux besoins de l’époque et du contexte dans lesquelles elles s’inscrivent.

## La femme guerrière à la fin du Moyen Âge
Au début du XIVe siècle, Jacques de Longuyon, auteur lorrain attaché à la cour de Thibaut de Bar, écrit entre 1312 et 1313 un roman en vers nommé Les vœux du Paon''. Inspiré de l’Antiquité, l’incarnation des valeurs chevaleresques est faite à travers les Neuf Preux.
Quelques décennies plus tard apparaît leur pendant féminin sous la forme de Neuf Preuses. Jehan Le Fèvre, officier au parlement de Paris compose entre 1373 et 1387 le Livre de Lëesce dont les figures sont toutes des femmes issues de l’histoire et de la mythologie. 
Les figures guerrières rencontrées lors de l’Antiquité ou de la mythologie classique resurgissent pendant le Moyen Âge afin de répondre à la nostalgie d’un monde chevaleresque. Dans le château d’Angers, Penthésilée, reine des Amazones, est représentée sous les traits d’une guerrière armée sur une tapisserie rappelant le thème des Neuf Preuses. 
La légende des Neuf Preuses met en avant les exploits de neuf personnages mais seule la reine des Amazones, Penthésilée a été conservé. Le public aristocratique pouvait alors l’admirer sans savoir pour autant qui elle était. 
À l’instar des Neuf Preux, les Neuf Preuses connaissent un succès considérable. L’art aristocratique multiplie les représentations à leurs images aussi bien sculpture qu’en tapisserie. La première représentation de ce thème iconographique se trouve au château de Coucy sous la forme de statues qui sont aujourd’hui disparues. Il existait également une cheminée sculptée des Preuses au château de Pierrefonds, construit sous l’égide de Louis d’Orléans en 1396.

### Crise de la chevalerie
Le contexte guerrier durant les XIVe et XVe siècles est la principale raison du succès des Neuf Preuses. C’est en suivant ces principes à la fois guerrier et politique que Jeanne d’Arc est qualifiée de Preuse. Un clerc français comparera Jeanne à Penthésilée, la reine des Amazones. 
Cette crise de la chevalerie encouragera les aristocrates à utiliser l’histoire et les figures mythologiques pour mettre en avant les guerriers et les femmes de la noblesse française. La chevalerie demeure un idéal de vie masculin et les femmes sont invitées à avoir les mêmes ambitions à travers les Preuses. C’est alors qu’apparaissent les premières représentations de guerrières, ainsi la chevalerie se féminise.

## Le rôle grandissant des femmes durant les Grandes Guerres

### Infirmière durant la Première Guerre mondiale
La grande période historique qu’est la Première Guerre mondiale a grandement contribué à forger une image de femmes forte. Ces armées qui refusaient toute femme soldat ont alors eu besoin d’un pouvoir féminin qui se témoignait à travers un métier de courage et de bravoure, la médecine. Durant la Première Guerre mondiale les infirmières se révèlent aussi fortes que les soldats, elles côtoient la mort au quotidien et font tout pour la repousser. Sans ces femmes des centaines de milliers d’hommes, de femmes, d’enfants serait alors tombé. Il y eut un grand déploiement d’infirmières dans le monde, y compris dans des endroits reculés comme l’outre-mer. L’armée canadienne par exemple a envoyé plus de 2 500 femmes en outre-mer pour secourir et soigner les soldats comme les civiles victimes de cette guerre. Ces postes, cette bataille ont permis aux infirmières de guerre d’obtenir plus de pouvoir dans les métiers de la médecine. Après la guerre il y a eu de nombreuses femmes qui ont pu faire carrière dans les hôpitaux, avec des postes à hautes responsabilités. Leurs actes en tant qu’infirmière pendant la guerre les ont révélés. Elles purent apprendre plus et devenir plus. Leurs courages et leurs dévotions ont ouvert des portes, pour leur carrière mais aussi pour toutes les autres femmes et infirmières. Un grand nombre d’infirmière vétérans ayant opté pour le mariage et la maternité arrivent elles aussi à restaient engagées et actives pour le bien de tous, avec un investissement social par exemple. Toutes ont donc pu participer à l'essor des soins infirmiers hygiénistes et du service social en santé. De par leurs courages, leurs engagements, leurs choix de vie après-guerre, ces infirmières de guerre sont le symbole d’un véritable personnage féminin fort.

### Travailleuse industrielles actives durant la Seconde Guerre mondiale
Durant la Seconde Guerre mondiale un personnage fictif féminin a donné aux femmes un tout nouveau pouvoir d’agir et de s’investir : Rosie la riveteuse. Cette femme inventée par le service de communication de l’État américain a d’abord été imaginé pour donner aux femmes américaines un modèle de femme forte qui les inspirerait et leur donnerait envie de s’engager à leur manière dans cette guerre. Autrement que de par la médecine, ou autres métiers typiquement féminins, ces femmes pouvaient agir. Rosie la riveteuse est un personnage de propagande qui incitait les femmes à adopter « des métiers d’hommes » afin d’aider l’industrie militaire qui manquait de travailleurs. C’est en 1942 qu’est inventé cette femme avec son slogan « We can do it », après l’attaque de Pearl Harbor et l’engagement des États-Unis dans la Seconde Guerre mondiale le pays a dû faire face à un grand manque de main-d’œuvre, les seules à pouvoir pallier ce manque, les seules qui le ne travaillaient pas encore, c’était les femmes. On retrouvait alors des femmes là où elles n’avaient encore jamais été, elles travaillaient sur les chaines d’assemblage, elles s’occupent des machines telles que les riveteuses, construisent les fuselages des avions, et bien d’autres. Sans le savoir le pays venait de fonder l’un de ses premiers personnages féminins fort, leur premier personnage féministe. Toutes ses femmes qui travaillaient à la place d’hommes dans les usines, sont une représentation parfaite d’une nouvelle génération menée de front par un nouveau et puissant pouvoir féminin. L’année 1944 on peut compter jusqu’à 20 millions de femmes travailleuses. Elles avaient un surnom, elles se faisaient appeler les « Rosies ».

## Les femmes rebelles et fortes dans les romans
Au XXIe siècle, nous pouvons voir au quotidien de nombreuses femmes qui représentent l'image de la femme forte et courageuse au cinéma et à la télévision, mais ce genre de personnalités apparaissaient également bien avant l'apparition des écrans, dans la littérature au XVIIIe siècle et jusqu'à aujourd'hui. 
Ces 7 exemples issus de romans et écrits à des époques différentes peuvent bien illustrer le caractère de ces femmes.
Tout d'abord au XVIIIe siècle, le livre les liaisons dangereuses a été écrit par Pierre Chordelos de Laclos en 1782 . Durant ce siècle, les femmes n'ont pas beaucoup de droits mais le personnage principal, la marquise de Merteuil, sera présentée comme étant une femme très en avance sur son époque. Il s'agit d'une femme séductrice et manipulatrice et son comportement et tout le contraire aux droits des femmes de l'époque.
Au XIXe siècle, également d'autres personnalités fortes apparaissent notamment dans le livre Orgueil et préjugés de Jane Austen. Elisabeth Bennet est une véritable féministe qui refuse d'épouser n'importe quel homme même si sa mère la pousse au mariage. Très peu de femmes s'opposaient au mariage imposé par leurs parents à cette époque, c'est donc pour cela qu'elle est vue comme une femme indépendante avec une forte personnalité. Le personnage Jo March, issu du livre Les Quatre Filles du docteur March de Louisa May est considéré également comme une héroïne de littérature féministe avant l'heure. Ce livre ayant été écrit en 1868, nous montre le caractère d'une femme rebelle qui voudrait faire la guerre, qui ne se laisse pas faire face aux hommes et qui est donc très indépendante. 
Au XXe siècle, La saga des sorcières, écrite par Anne Rice, relate des événements qui se sont passés à partir du XVIe siècle. Le personnage principal, Rowan Mayfair doit combattre un esprit qui menace sa famille depuis de nombreux siècles, quand elle découvre qu'elle est une sorcière. Elle est intelligente forte et mystérieuse, elle connaîtra beaucoup de drames durant toute son aventure mais ne perdra jamais espoir et c'est sa puissance qui fera de l'ombre aux autres personnages et fera d'elle un modèle. Dans Le silence des agneaux, livre écrit en 1988 par Thomas Harris, on nous parle de la vie d'une femme, Clarice Starling, faisant partie du FBI, et qui s'élève dans un monde d'homme par son métier. C'est une femme forte et intelligente.
Plus récemment, La saga Millénium est une trilogie de roman écrit entre 2005 et 2007 par Stieg Larsson. Ses romans mettent en avant une jeune femme, Lisbeth Salander qui, malgré son look gothique, apparaît comme étant forte, courageuse et nous donne une image positive. Enfin on peut aussi trouver le livre Bilqiss de Saphia Azzedine sorti en 2015 qui parle d'une jeune femme qui vit dans un monde où se maquiller et écouter de la musique est interdit et risque d’être condamnée à mort pour avoir fait cela. Elle fait preuve tout au long du livre de courage et de répondant et apparaît donc comme un modèle. 
Ainsi, ces femmes ont toutes un caractère différent mais se ressemblent malgré tout et représentent bien l'image de la femme forte et indépendante face à son époque, parfois très dure pour les droits des femmes. 

## Les héroïnes de films les plus courageuses
Au cinéma, on retrouve aussi de nombreuses actrices jouant des rôles de femmes fortes et courageuses, comme dans ces 10 exemples issus du cinéma du monde entier. 
On peut ainsi retrouver Sigourney Weaver dans Alien puis dans Aliens, le retour, Alien 3, et Alien, la résurrection. Son rôle était à l'origine écrit pour un homme mais son personnage a su faire sa place, seule au milieu d'hommes, et l'image de l'actrice avec un fusil d'assaut est devenu culte. 
Le film Une femme fantastique remporte son premier oscar du meilleur film en langue étrangère en 2018. Dans ce film qui parle de transphobie et de préjugés,le personnage de Daniela Vega est vu comme une incarnation de force et est vu comme une femme qui refuse d’être réduite au silence. 
Dans Tigre et Dragon l'affrontement lors d'une scène de combat montre les talents des deux personnages féminins qui s'affrontent et notamment l'actrice Michelle Yeoh. 
Linda Hamilton dans Terminator 2 : Le Jugement dernier qui était une simple étudiante un peu timide au début est devenu une véritable héroïne pour la série de films Terminator. 
Le personnage de Furiosa de Charlize Theron dans Mad Max: Fury Road vit dans un monde où son chef a le pouvoir sur les femmes et les rends en esclavage. Furiosa les rendra libres et s'enfuira, ce qui déclenchera une course poursuite. C'est un personnage important dans le film qui fera même de l'ombre aux acteurs masculins. 
Dans le film La Favorite, trois actrices principales apparaissent, Olivia Colman, Emma Stone et Rachel Weisz. Elles sont toutes ambitieuses et intelligentes, elles savent faire de la politique, se servir d'une arme et arrivent à déjouer les plans des autres. Ce sont les hommes qui sont vus plus faibles qu'elles dans ce film. 
Bette Davis dans Ève qui est chaleureuse et joyeuse, passe son temps à danser et est vue comme une véritable star. 
Dans le film Tangerine, il s'agit de deux prostituées transsexuelles. L'actrice Mya Taylor qui joue le rôle d'une des deux filles, sera la première actrice ouvertement transgenre à remporter un Indépendant Spirit Award et un Gotham Award. 
Les Figures de l’ombre raconte l'histoire de trois jeunes filles interprétée par Taraji P Henson, Octavia Spencer et Janelle Monáe qui sont des pionnières scientifiques qui ont aidé la NASA dans la course à l'espace. Elles ne sont pas reconnues pour leurs travaux et sont toutes les trois confrontées à la ségrégation raciale, au sexisme au travail, et aux préjugés. 
Millénium est une adaptation réussie de la saga du même nom. Le personnage que Noomi Rapace interprète refuse d’être l'objet du regard des hommes et deviendra une véritable icône féministe.

## Comment dépeindre un portrait “parfait” duStrong female character?
Il est nécessaire de rappeler que le prototype même du strong female character reste controversé à l’heure actuelle puisqu'il en existe autant de sortes auxquelles on attribue des caractéristiques toutes aussi diversifiées les unes que les autres, qu’il existe de protagonistes féminins.
Par exemple, Buffy Summers, téméraire et courageuse héroïne, chasseuse de primes de vampires au grand cœur qui, malgré les violences assimilées de par son quotidien horrifique, continue de prôner sagesse et bienveillance. Ainsi ici, la force de caractère du personnage féminin se traduit par une raison solide et la prestance de valeurs morales. Quant au personnage D’Ellen Ripley dans le film Alien, à l’instinct maternel, intelligente et en perpétuel quête de confiance en soi, elle incarne la simplicité d’une femme qui ne doit rien à personne sinon à ses compétences et à sa persévérance mises à rude épreuve tout au long du film. Katniss Everdeen, personnage principal du blockbuster Hunger Games représente l’instruction, comparable à celle reçue par les militaires traditionnels, et le développement de la force, à la fois physique et psychologique, lui permettant de garder sa famille à l’abri. Elle rencontre très peu d’enjeux ou d’intérêts [ZI1] amoureux au sein de cet univers dystopique et de science-fiction. La dernière figure emblématique du strong character female, connue sous le nom d’Hermione Granger et crée par JK Rowling, nous dévoile un personnage attendrissant, jeune mais surtout intelligente, cultivée, curieuse et aux résultats bien plus impressionnants que ceux de ses autres condisciples au « sang pur ». Elle se bat et prouve autour d’elle que sa différence (qui consiste à être née de parents dénués de pouvoirs extraordinaires) ne constitue en aucun cas un défaut, sinon une qualité, un enrichissement qui lui permet par ailleurs de sauver plusieurs fois ses amis en de dangereuses circonstances.  
La création d’un personnage féminin finalement ne semble pas si différente de son homologue masculin : nécessité de trame de fond, de motivation et de profondeur pour cultiver un profil tridimensionnel leur offrant authenticité, légitimité et crédibilité…
Premièrement, il est important de complexifier les émotions, les sentiments et par conséquences les décisions prises par le personnage. À l’instar des protagonistes masculins, les héroïnes éprouvent des difficultés devant certaines situations et des facilités face à d’autres. Il ne s’agit donc pas d’en faire un cliché, une femme indestructible mais bien un portrait psychologique avec ses complexités, ses paradoxes voire ses incohérences. En bref un personnage auquel le lecteur/spectateur pourrait s’identifier. 
Combats personnels, voyages initiatiques, puissance physique et mentale, attribution de pouvoirs magiques, respect des valeurs, sens de l’observation et de l’analyse critique poussée à son maximum… autant de qualités et de forces qui peuvent et devraient se conjuguer afin réaliser un strong female character digne de ce nom. 
De plus, diversifier l’entourage du personnage lui ajoute un charisme et réaffirme les capacités fantastiques de celui-ci. Le choix des sexes des alliés est primordial pour déterminer les relations et l’apparence qu’entretient notre protagoniste. 
D’ailleurs, l’apparence physique constitue un point important pour les strong female character qui portent souvent une blessure ou un complexe qui devient parfois un avantage ou se transforme en réel problème (Malicia a des mèches blanches dans le film X MEN à cause d’une blessure de combat, elles deviennent sujettes de raillerie pour les autres élèves de l’académie des mutants).

## Les limites de l’appellationStrong Female Character
La création d’une catégorie de Strong Female Characters  est au centre des critiques. Leur pendant masculin n’appartienne à aucune catégorie, ainsi Sherlock Holmes est aussi fort par sa déduction et son intelligence mais non pas physiquement, pourtant il est quand même considéré comme un personnage fort. Tandis que les personnages féminins forts appartiennent à une catégorie bien distincte. 

Chuck Wendig, écrivain de l’univers Star Wars, expliquera alors que par personnage féminin fort, on entend des personnages bien écrits. 
Les personnages féminins sont reconnus pour être écrits afin de plaire à un public masculin en premier lieu, la caractérisation d’un personnage féminin fort doit être soumis à des critères bien définis d’esthétique et d’intelligence. Ce commentaire de Chuck Wendig sera à son tour critiqué par le fait qu’un personnage masculin doit forcément être bien écrit alors qu’un personnage féminin est rétrogradé au second plan.
L’appellation Strong Female Characters connote que le personnage féminin en question à quelque chose à prouver, que sa force physique est bien plus importante que ses autres qualités et qu’une histoire bien écrite n’est pas suffisante.

William Moulton Marston, psychologue, écrivain et inventeur américain eu l’idée de créer une super-héroïne de bande dessinée, Wonder Woman
Wonder Woman tire ses origines de la mythologie grecque et fait partie d’une tribu d’Amazones. À travers elle, Marston a voulu faire un personnage féministe : « Même les filles ne voudront pas être des filles tant que nos archétypes féminins manqueront de force, de vigueur et de puissance. Comme elles ne veulent pas être des filles, elles ne veulent pas être tendres, soumises, pacifiques comme le sont les femmes bonnes. Les grandes qualités des femmes ont été méprisées à cause de leur faiblesse. Le remède logique est de créer un personnage féminin avec toute la force de Superman plus l'allure d'une femme bonne et belle. »
En avril 2016 sortira Batman v Superman : L’Aube de la Justice ainsi que sa suite Man of Steel. La super-héroïne aidera Superman et Batman à de vaincre un monstre créé par Lex Luthor, Doomsday. Le réalisateur fera d’elle une super-héroïne intimidante se défendant mieux contre l’ennemie que les deux héros masculins. 
Un certain nombre de polémiques continueront de survenir puisque à travers son physique et sa tenue, le créateur du personnage de Wonder Woman est accusé de véhiculer des standards de beauté irréaliste. Wonder Woman qui était élue ambassadrice officielle des Nations unies le 21 octobre 2016 sera supprimé de la campagne en 2017.